# Kazimierz Piotr Gimbutt
Kazimierz Piotr Gimbut herbu własnego – wojski starodubowski w latach 1674–1690.
W 1674 roku był elektorem Jana III Sobieskiego z województwa mścisławskiego.